# Fritz Beckhardt
Fritz Beckhardt (* 27. März 1889 in Wallertheim; † 13. Januar 1962 in Wiesbaden) war ein hochdekorierter deutscher Jagdflieger jüdischer Herkunft im Ersten Weltkrieg.

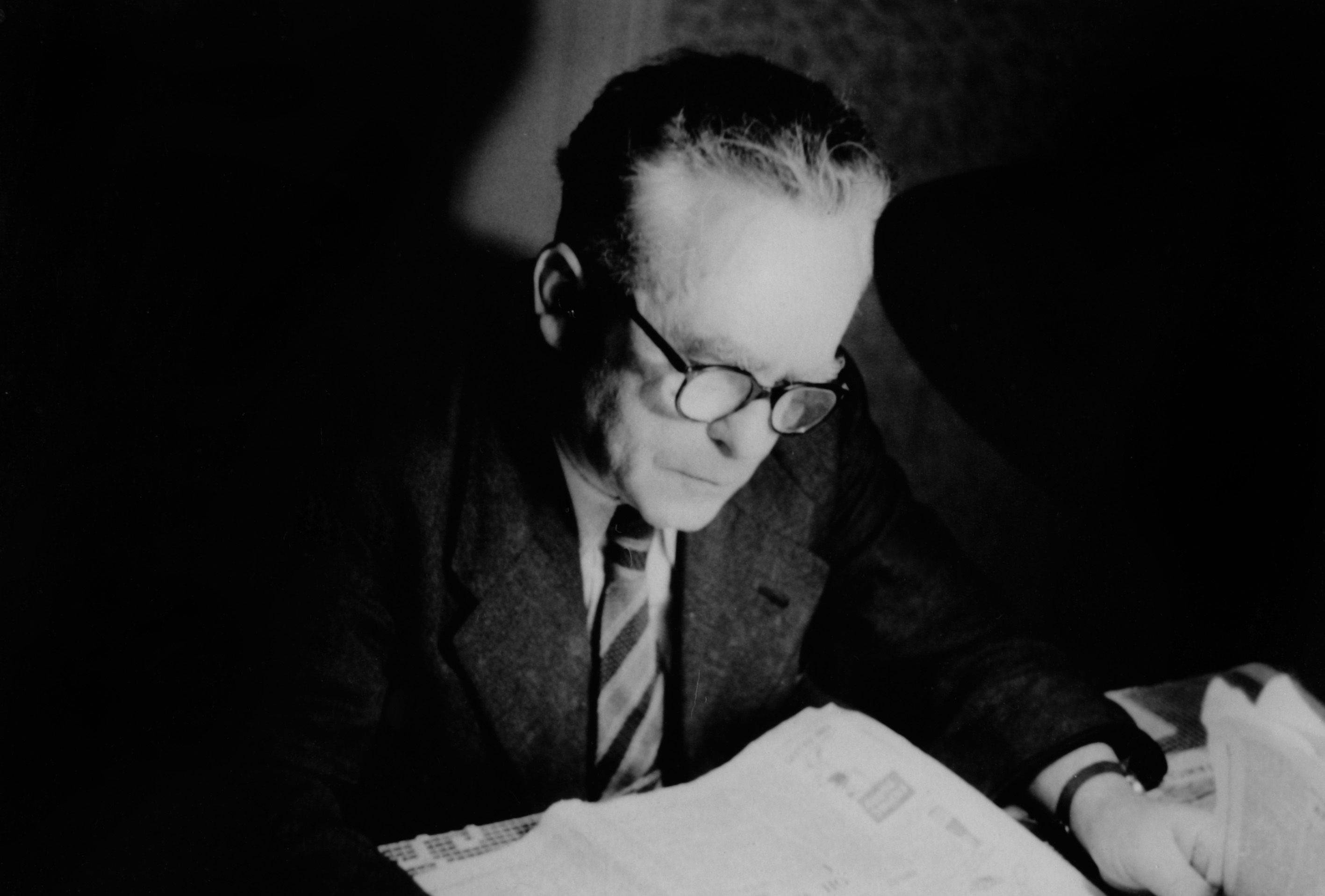
Fritz Beckhardt in den 1950er-Jahren

## Leben

### Jugend
Beckhardt stammte aus einer rheinhessischen Händler- und Kaufmannsfamilie mit ländlichem Hintergrund, die, wie die Mehrheit der deutschen Juden im Kaiserreich, assimiliert und ausgesprochen patriotisch gesinnt war. In seiner Jugend war er Mitglied der deutschen Turnerschaft. Nach dem Schulabschluss absolvierte er eine Lehre als Textilkaufmann in Bingen am Rhein, Hadamar und Hamburg. Im Gegensatz zu seinen Eltern war Fritz Beckhardt kaum im jüdischen Glauben verwurzelt.

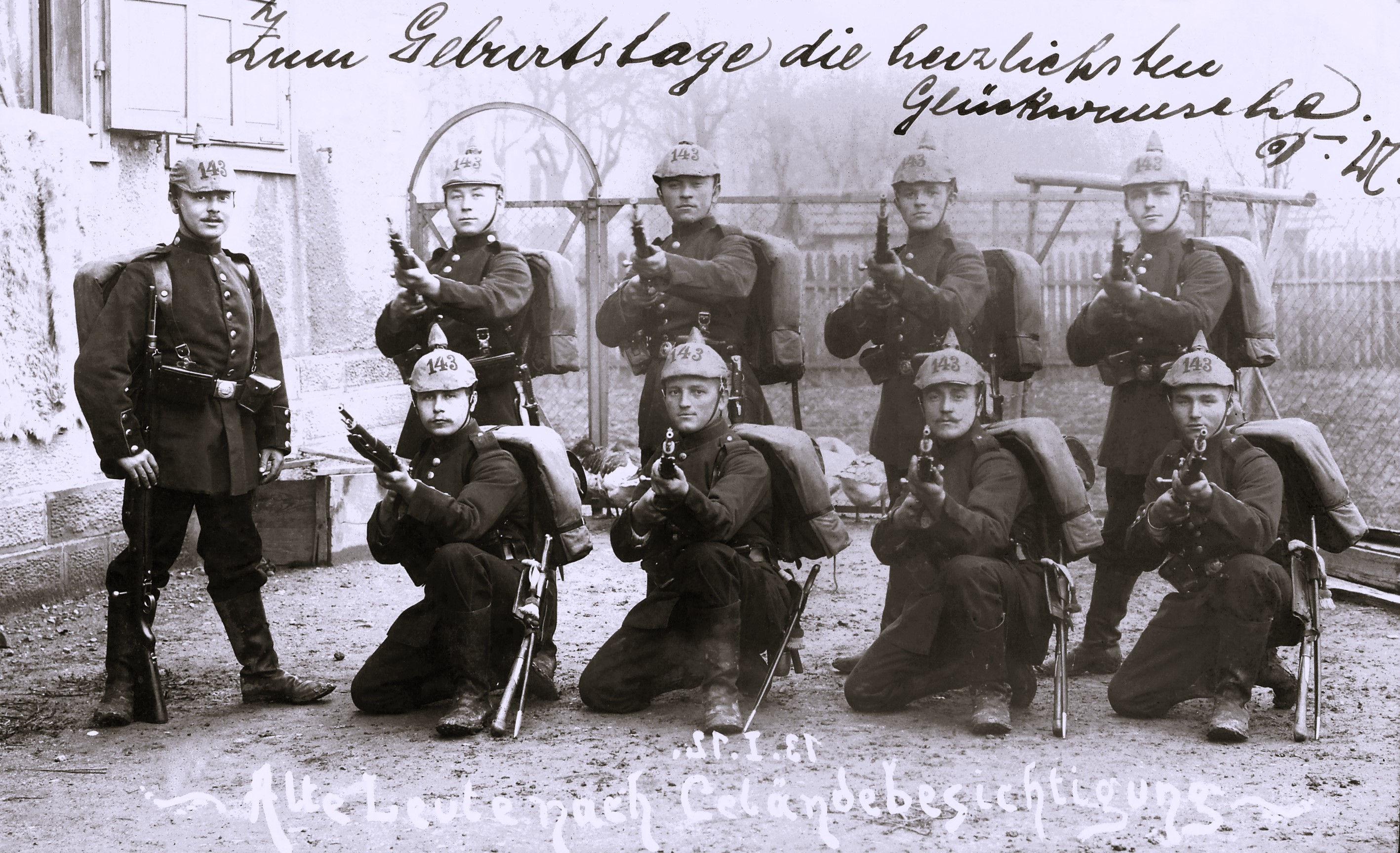
Geburtstagskarte Fritz Beckhardts (stehend ganz rechts) an seine Schwester Martha aus der Militärdienstzeit 1912

Von Oktober 1909 an absolvierte er beim 4. Unter-Elsässischen Infanterie-Regiment Nr. 143 in Straßburg im Elsass seinen zweijährigen Militärdienst. Bis zum Beginn des Ersten Weltkriegs arbeitete Beckhardt bei einem Onkel in Marseille, der dort eine große Tuchfabrik unterhielt.

### Erster Weltkrieg
Ende Juli 1914 reiste Beckhardt unter abenteuerlichen Umständen aus Frankreich zurück nach Deutschland und meldete sich am 3. August 1914 als Reservist beim Infanterie-Regiment Nr. 31 in Altona, wo er vor seinem Militärdienst zuletzt gearbeitet hatte. Nachdem er mit seiner Kompanie in den ersten Kriegsmonaten ein eher ruhiges Soldatenleben in der Wachmannschaft einer 42-cm-Mörserbatterie (Dicke Bertha) verbracht hatte, wurde er Ende September 1914 bei der Belagerung von Antwerpen verwundet und nach einem Lazarettaufenthalt in Brüssel und Alzey am 30. November 1914 zum Reserve-Infanterie-Regiment Nr. 86 versetzt. Hier zeichnete er sich nach seiner Beförderung zum Gefreiten im Januar 1915 als Patrouillenführer durch besondere Tapferkeit aus. Im Regimentsbericht wurde er als einziger Nichtoffizier zweimal namentlich erwähnt und innerhalb von nur zwei Monaten zweimal befördert, am 6. Juli zum Unteroffizier und Anfang September zum Vizefeldwebel. Im Laufe des Jahres 1915 erhielt er unter anderem beide Klassen des Eisernen Kreuzes und wurde deswegen in der Monatszeitschrift des Centralvereins lobend erwähnt.

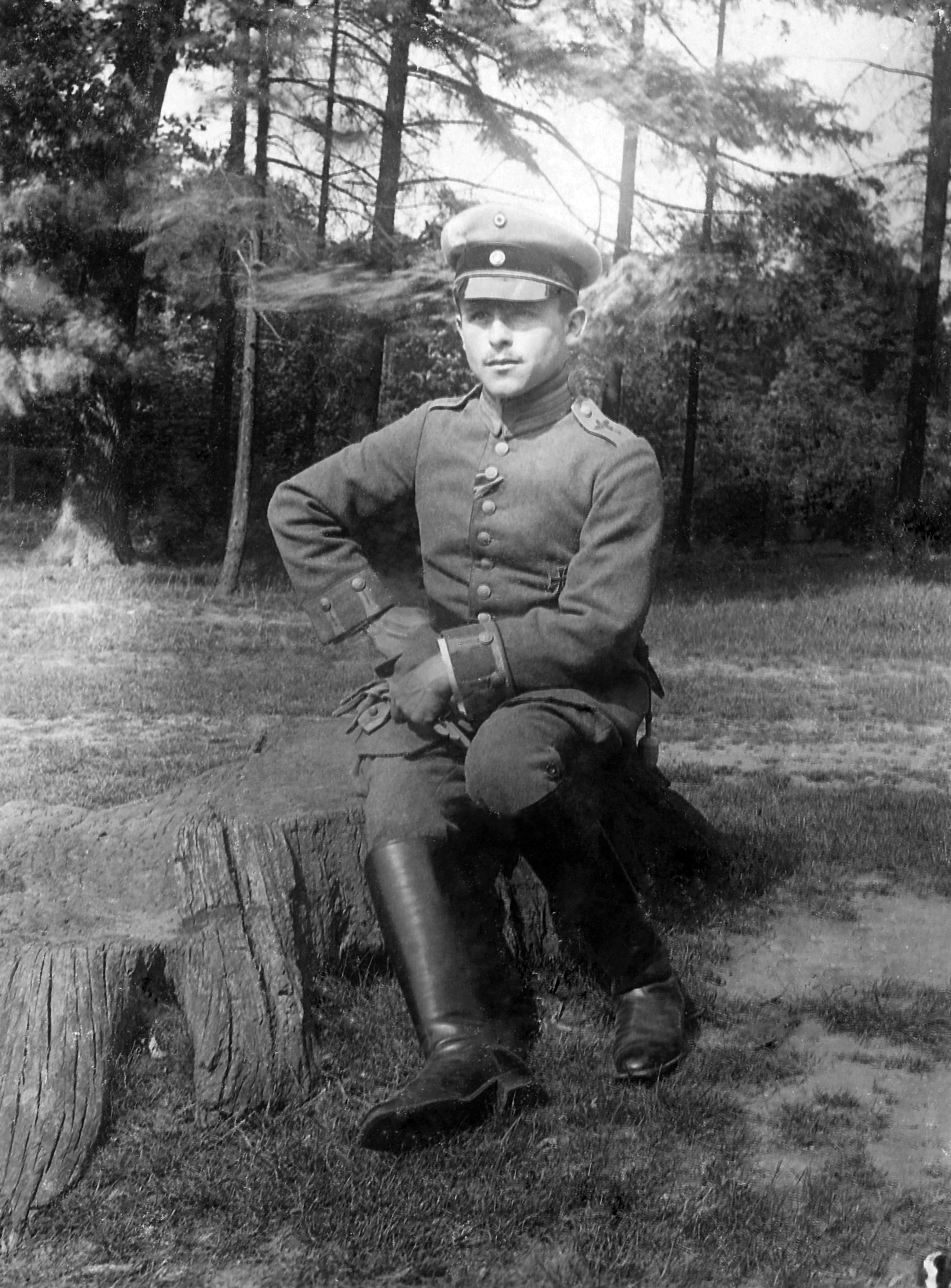
Fritz Beckhardt als Jagdflieger 1918

Im Januar 1917 wurde Beckhardt zur Fliegertruppe abkommandiert und bei der Flieger-Ersatz-Abteilung 5 (FEA 5) in Hannover und Hamburg-Fuhlsbüttel zum Flugzeugführer ausgebildet. In seiner Ausbildungszeit wurde er einmal verwundet. Am 17. Februar 1918 der Jagdstaffel 26 (Jasta 26) zugeteilt, flog er wenig später im neugegründeten Jagdgeschwader 3 (JG III) unter der Führung von Bruno Loerzer an der Seite von Hermann Göring. Sein Glückszeichen, das er sich auf seine Flugzeuge malte, war eine Swastika, ein – allerdings linksgewinkeltes – Hakenkreuz, das damals als Zeichen einer nationalen Gesinnung verstanden wurde und das er auch ständig als Amulett mit sich führte. Beckhardt war der einzige deutsche Kampfflieger jüdischer Abstammung, der dieses Symbol im Ersten Weltkrieg benutzte. Er erzielte 17 anerkannte Abschüsse. Sieht man von Leutnant Wilhelm Frankl ab, der Ritter des Pour le Mérite wurde und ebenfalls aus einer jüdischen Familie stammte, selbst allerdings getauft war, so war Beckhardt bei Kriegsende der höchstdekorierte jüdische Flieger des Ersten Weltkriegs auf deutscher Seite (zu den Auszeichnungen im Einzelnen s. u.).
Auf dem Titel des Buches Jüdische Flieger im Weltkrieg von Felix Aaron Theilhaber ist Beckhardt in seinem letzten Jagdflugzeug bei der Kampfeinsitzerstaffel 5, einer Siemens-Schuckert D.III, mit Hakenkreuz abgebildet.

### Weimarer Republik
Beckhardt heiratete 1926 Emma Neumann, die Tochter eines Gemischtwarenhändlers in Wiesbaden-Sonnenberg und übernahm das traditionsreiche, auf 1829 zurückgehende, Geschäft seines (1942 deportierten und ermordeten) Schwiegervaters, das unter seiner Leitung florierte. Der Ehe entstammten zwei Kinder, Kurt (1927–2016) und Hilde (* 1930). 1930 begann Fritz Beckhardt ein mehrjähriges Verhältnis mit seiner Hausgehilfin Lina Lahr, mit der er einen Sohn, Werner Lahr (* 1934), zeugte.
Beckhardt war in den 1920er Jahren ein bekanntes Mitglied der Gesellschaft in Wiesbaden-Sonnenberg und engagierte sich u. a. im Gesangs- und im Turnverein. Auch war er Mitglied im Reichsbund jüdischer Frontsoldaten (RjF). Wie viele Kameraden des RjF pflegte er freundschaftliche Kontakte zum Wiesbadener Reichsbanner Schwarz-Rot-Gold, und sein Ladenlokal war zu Beginn der 1930er-Jahre ein Treffpunkt für die Eiserne Front. Durch seine seit der Jugend bestehende Freundschaft mit dem späteren Bürgermeister von Wallertheim, Peter Bittmann (SPD), näherte sich Beckhardt der Sozialdemokratie an.

### Zeit des Nationalsozialismus
Beckhardt wurde Mitglied der Bundesleitung des RjF und versuchte der Diskriminierung der deutschen Juden durch Kontakt zur neuen Regierung entgegenzuwirken. Das „Frontkämpferprivileg“ als Ausnahmeregelung im Gesetz zur Wiederherstellung des Berufsbeamtentums schrieb sich der RjF – vermutlich zu Unrecht – auf seine Fahnen. Die Maßnahme wurde Hindenburg zugeschrieben. Am 28. April 1933 wurde Beckhardt mit weiteren Vorstandsmitgliedern des RjF in der Reichskanzlei von Staatssekretär Hans Heinrich Lammers empfangen. Der Versuch des RjF, Einfluss auf die „Einordnung deutscher Juden in das neue Deutsche Reich“ zu nehmen, blieb weitgehend erfolglos. In der zweiten Jahreshälfte 1933 reiste Beckhardt in die NSDAP-Parteizentrale, das Braune Haus in München, wo er mit Gauleiter Adolf Wagner zusammentraf. Auch dieses Gespräch zur rechtlichen Stellung der jüdischen Frontsoldaten im „neuen Deutschland“ blieb vermutlich folgenlos. Mit Hermann Göring traf er sich ebenfalls 1933, vermutlich nicht nur, um – wie ein Augenzeuge später berichtet – „Erinnerungen“ auszutauschen.

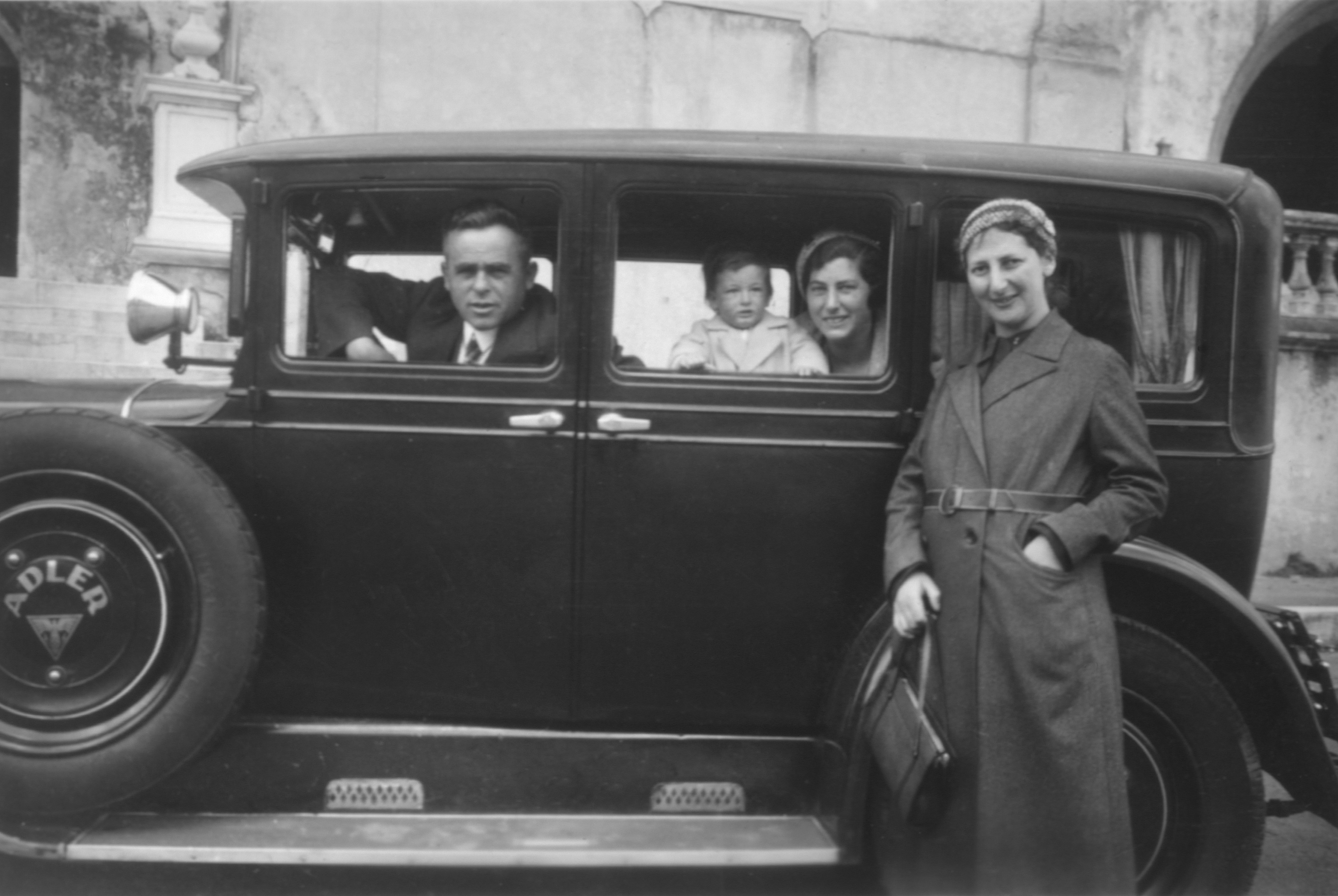
Fritz Beckhardt (links) und seine Frau Rosa Emma (ganz rechts) mit Verwandten bei einer Auslandsreise 1934 in Portugal

Beckhardt lebte bis 1934 in Wiesbaden-Sonnenberg als Kaufmann. Er hatte inzwischen die Edeka im Bezirk Mainz gegründet und sein Ladengeschäft in deren Verbund überführt. Nach dem Boykott gegen jüdische Geschäfte vom 1. April 1933 sah er sich gezwungen, sein Geschäft an einen Edeka-Kollegen mit NSDAP-Parteibuch zu vermieten, und übernahm in der Anonymität der Wiesbadener Innenstadt den Lebensmittelgroßhandel eines ausgewanderten jüdischen Kollegen.
Wegen seiner weiterhin unterhaltenen Liebesbeziehung zur Mutter seines unehelichen Kindes wurde Beckhardt 1937 von einer Nachbarin denunziert und der „Rassenschande“ angeklagt. Am 14. Dezember 1937 wurde er rechtskräftig verurteilt, allerdings nicht, wie sonst üblich, zu einer Zuchthausstrafe, sondern „nur“ zu einem Jahr und neun Monaten Gefängnis. Im Urteilstext werden seine „unbestreitbaren außergewöhnlichen Kriegsverdienste“ ausdrücklich als strafmildernd vermerkt. Während Beckhardts Haftzeit verstarb sein Vater infolge von Verletzungen, die er durch einen Schlägertrupp in der Reichspogromnacht erlitten hatte.
Im Anschluss an seinen Gefängnisaufenthalt wurde Beckhardt auf Anordnung der Gestapo in „Schutzhaft“ genommen und in das KZ Buchenwald verbracht, wo er als Häftling Nr. 8.135 der Strafkompanie zugeteilt wurde. Ungewöhnlicherweise erfolgte bereits im März 1940 die Entlassung aus dem KZ, wiederum mit dem Hinweis auf seine Verdienste im Ersten Weltkrieg. Verschiedene Quellen lassen vermuten, dass Hermann Göring beteiligt war. Dieser setzte sich in verschiedenen Fällen für ehemalige Flieger und deren Familien ein, auch wenn sie jüdischer Herkunft waren. Beckhardt emigrierte im Dezember 1940 mit seiner Frau Emma über Portugal nach England, wo mittlerweile seine Kinder lebten, die noch 1939 mit einem Kindertransport Deutschland verlassen hatten.

### Nachkriegszeit
Beckhardt, der sich in England nie richtig heimisch gefühlt und auch die englische Sprache nicht erlernt hatte, kehrte kurz nach der Gründung der Bundesrepublik Deutschland hierher zurück. Er dachte weiterhin ausgeprägt deutsch-patriotisch, sah sich jedoch erneut wiederholten antisemitischen Anfeindungen ausgesetzt, was in ihm Verbitterung hervorrief. Auch von Seiten mancher Behörden schlugen ihm als jüdischem Rückkehrer mancherlei Vorbehalte entgegen. Nach mehrjährigen Prozessen erhielt er im Zuge der Wiedergutmachung einen Teil seines „arisierten“ Eigentums zurück. 1955 eröffnete er ein weiteres Mal – wiederum unter dem Dach der Edeka – sein früheres Ladengeschäft, und zwar als ersten Lebensmittel-Selbstbedienungsladen im Großraum Wiesbaden.
1962 starb Beckhardt nach mehreren Schlaganfällen, seine Frau folgte ihm zwanzig Jahre später.

## Ruhestätte
Nachdem es der Magistrat der Stadt Wiesbaden 2010 abgelehnt hat, das ursprüngliche Grab Beckhardts über die Ruhezeit hinaus als Ehrengrab zu erhalten, hat ihn die Familie umgebettet. Beckhardt liegt nun zusammen mit seiner Frau Emma auf dem jüdischen Friedhof in Wiesbaden an der Platter Straße.

## Militärische Auszeichnungen
Beckhardt war Träger der höchsten militärischen Orden und Ehrenzeichen des Kaiserreichs. Als höchste und außerordentlich seltene Auszeichnung erhielt er das im Ersten Weltkrieg nur 18-mal vergebene Inhaberkreuz des Königlichen Hausordens von Hohenzollern mit Schwertern, neben dem Goldenen Militär-Verdienst-Kreuz die höchste Auszeichnung für Nichtoffiziere. Die erste Publikation zum Inhaberkreuz brachte ein gewisser Schwarke 1936 heraus. Er nannte nur 16 Ausgezeichnete, nicht aber die beiden Juden Edmund Nathanael und Fritz Beckhardt.
Außerdem wurden ihm verliehen:
- Eisernes Kreuz (1914) II. und I. Klasse (16. Februar/September 1915)
- Hessische Tapferkeitsmedaille (März 1915)
- Krieger-Ehrenzeichen in Eisen
- Badisches Kriegsverdienstkreuz
- Verwundetenabzeichen (1918) in Schwarz
- Bayerischer Militärverdienstkreuz III. Klasse
- Preußisches Militär-Flugzeugführer-Abzeichen
- Ehrenbecher für den Sieger im Luftkampf
- Ehrenkreuz für Frontkämpfer

## Film
- Der Jude mit dem Hakenkreuz. Dokumentation von Mathias Haentjes mit Lorenz Beckhardt. Produktion: WDR. Erstsendedatum: 12. November 2007.